# Horatio Walpole, 1:e baron Walpole av Wolterton
Horatio Walpole, 1:e baron Walpole av Wolterton, född den 8 december 1678 på släktgodset Houghton i Norfolk, död den 5 februari 1757, var en engelsk diplomat. Han var son till Robert Walpole, yngre bror till Robert Walpole, 1:e earl av Orford och far till Horatio Walpole, 1:e earl av Orford.
Walpole invaldes 1702 i underhuset, som han sedan oavbrutet tillhörde i 54 år. Han ingick 1706 på diplomatbanan, blev 1716 skattkammarsekreterare under brodern, avgick jämte denne 1717, blev 1720 sekreterare åt Irlands lordlöjtnant och 1721 åter skattkammarsekreterare. 
Walpole sändes 1723 på diplomatiskt uppdrag till Paris, blev envoyé där 1724 och underlättade genom sin intima vänskap med kardinal Fleury sin brors fredspolitik. Han lämnade Paris 1730, var 1733–1740 sändebud i Haag och bidrog där att hålla England utanför polska tronföljdskriget. 
Efter broderns fall 1742 försvarade han i ett par broschyrer dennes och sin egen fredspolitik. Walpole upphöjdes 1756 till peer. Han var en av sin samtids erfarnaste och i eftervärldens ögon klarsyntaste diplomater. Hans levnadsteckning skrevs av William Coxe, Memoirs of Horatio, lord Walpole. (1802, 2:a upplagan 1808).